# Tillandsia brevior
Tillandsia brevior es una especie de planta epífita dentro del género Tillandsia perteneciente a la familia de las bromeliáceas. Es originaria de Colombia y se considera en peligro crítico de extinción de acuerdo a una evaluación del 2006.

## Taxonomía
Tillandsia brevior fue descrita por Lyman Bradford Smith y la descripción publicada en Contributions from the United States National Herbarium 29(10): 436, f. 42 a–c. en 1951.
Etimología
Tillandsia: nombre genérico que fue nombrado por Carlos Linneo en 1738 en honor al médico y botánico finlandés Dr. Elias Tillandz (originalmente Tillander) (1640-1693).
brevior: epíteto latíno que significa "la más corta"